# My Heart
My Heart ist das 29. Studioalbum von Doris Day. Es erschien am 5. September 2011 und wurde von Sony Music veröffentlicht.

## Entstehungsgeschichte
My Heart enthält die ersten Studioaufnahmen von Doris Day seit 1967. Das 17 Jahre zuvor veröffentlichte Album The Love Album wurde zu diesem Zeitpunkt aufgenommen, aber erst 27 Jahre später veröffentlicht. Das Album enthält Aufnahmen, die ihr Sohn Terry Melcher vor seinem Tod 2004 produziert hatte. Die Aufnahmen stammen aus verschiedenen Jahren, ein Großteil wurde in den 1980ern für die Fernsehshow Doris Day’s Best Friends eingespielt und vor kurzem wiederentdeckt. Die Lieder wurden neu gemischt.
Als weiterer Produzent beteiligte sich Bruce Johnston an dem Album, der auch die Lieder The Way I Dreamed It und Heaven Tonight schrieb. Bei Happy Endings und My Heart trat er als Co-Writer zusammen mit Melcher auf. Mit Disney Girls befindet sich auch eine Coverversion seiner ehemaligen Band Beach Boys auf dem Album. Weitere Coverversionen sind mit Daydream von The Lovin’ Spoonful und Joe Cockers You Are So Beautiful enthalten. Doris Day selbst bestimmte die Auswahl für das Album und wählte die Lieder aus, die ihrer Meinung nach die Liebe zu ihrem Sohn und ihren Tieren am ehesten repräsentieren.
Von früheren Alben sind die Lieder My One and Only Love (im Original ein Duett mit André Previn), Life Is Just a Bowl of Cherries vom Vorgängeralbum, My Buddy (vom 1951er Album I’ll See You in My Dreams) und Ohio (von Show Time, 1960) in neu eingespielten Versionen enthalten. My Buddy widmete Doris Day ihrem verstorbenen Sohn.
Das Album erschien am 5. September 2011 in Europa. Eine Veröffentlichung in den Vereinigten Staaten folgte am 2. Dezember 2011.

## Titelliste
1. Hurry, It’s Lovely Up Here – 2:16 (Alan Jay Lerner, Burton Lane)
2. Daydream – 3:17 (John Sebastian)
3. The Way I Dreamed It – 3:26 (Bruce Johnston, Terry Melcher)
4. Heaven Tonight – 3:23 (Bruce Johnston)
5. My One and Only Love – 3:39 (Guy Wood, Robert Mellin)
6. My Heart – 4:25 (Bruce Johnston, Terry Melcher)
7. You Are So Beautiful – 2:24 (Billy Preston, Bruce Fisher, Dennis Wilson)
8. Life Is Just a Bowl of Cherries – 2:55 (Ray Henderson, Lew Brown)
9. Disney Girls – 4:32 (Bruce Johnston)
10. My Buddy – 3:12 (Walter Donaldson, Gus Kahn)
11. Happy Endings – 4:26 (Bruce Johnston, Terry Melcher)
12. Ohio – 3:04 (Betty Comden, Adolph Green, Leonard Bernstein)

## Musikstil und Rezeption
Das Album enthält Lieder im Stil der alten Musicals, in denen Doris Day früher mitgespielt hatte, aber auch moderne Versionen älterer Titel. Der Musikstil ist an die Popsongs der 1960er angelehnt. Sie sind nach Meinung von Tobias Weil von der Zeitschrift Intro „von schwelgerischer, klassischer Eleganz und wecken den Zauber längst vergangener Tage.“
Artur Schulz von Laut.de urteilte:

„Selten klang eine reifere Künstlerin in ihrer Vokalarbeit so sauber, hell und beschwingt. "My Heart" erinnert angenehm an Zeiten mondäner Nachtclubs, als noch Ikonen wie Frank Sinatra und Sammy Davis Jr. für Stil und Glanz sorgten. Doris Day 2011 bietet blitzsauberes Ohren-Kino für Freunde des höherklassigen Easy Listening.“

## Erfolg
Das Album stieg sofort auf Platz 9 in den britischen Albumcharts ein. Mit ihren 89 Jahren wurde Doris Day damit die älteste Künstlerin in der Geschichte der britischen Charts, die mit einem Album, das neues Material enthält, in die Top-10 einstieg. Älteste noch lebende britische Chartstürmerin dagegen blieb Vera Lynn, die mit ihrem Greatest-Hits-Album die Charts 2009 anführte.